# Unsent
Unsent — третий сингл Аланис Мориссетт с альбома 1998 года Supposed Former Infatuation Junkie. Сингл вышел 18 марта 1999 года, однако не стал хитом. Песня стала одной из немногих, в которых Мориссетт играет на губной гармонике.
Без припева или хука, куплеты (в форме непосланных писем) адресованы бывшим возлюбленным Мориссетт. В демоверсии имена бойфрендов настоящие. Среди них Дэйв Мэтьюс, Эрик, Терри, Марк, Терранс, Кристиан (Кристиан Лейн из группы Loud Lucy) и Тейлор (Тейлор Хокинс из Foo Fighters). Некоторые «письма» были забракованы, в альбоме появились измененные имена: Мэтьюс стал Мэтью, Эрик — Джонатаном, Терри — Террансом, Марк — Маркусом, Кристиан — Лу.

## Видеоклип
Режиссёром клипа стала Аланис Мориссетт. Формат клипа напоминает фильм с субтитрами.

## Список композиций
1. «Unsent» (album version) — 4:08
2. «Are You Still Mad?» (BBC/Radio One live) — 3:59
3. «London» (Bridge School Benefit live) — 4:46

## Позиции в чартах
| Год (1999)                       | Наивысшая позиция |
| -------------------------------- | ----------------- |
| U.S. Billboard Hot 100           | 58                |
| U.S. Billboard Adult Top 40      | 14                |
| U.S. Billboard Top 40 Mainstream | 21                |
| New Zealand                      | 28                |
| Canadian                         | 9                 |